# Murder on the Zinderneuf
Murder on the Zinderneuf è un videogioco d'avventura pubblicato nel 1983 da Electronic Arts basato sul gioco da tavolo Cluedo.

## Trama
Nel 1936, sul dirigibile Zinderneuf viaggiano 16 esponenti dell'alta società. Durante la traversata dell'Oceano Atlantico, in direzione New York, uno di loro viene assassinato da uno dei passeggeri. A bordo è presente un detective che dovrà risolvere il caso entro 12 ore.

## Modalità di gioco
Il giocatore impersona uno degli otto detective disponibili, la cui personalità è basata su un investigatore celebre: Lt. Cincinnato, Charity Flaire, Harry Hacksaw, Humboldt Hause, Insp. Klutzeau, Jethro Knight, Agatha Marbles e Achille Merlot. In 36 minuti effettivi di gioco il protagonista dovrà raccogliere indizi, interrogare i sospettati e accusare il colpevole.
Al contrario di titoli come Colossal Cave Adventure, ogni storia di Murder on the Zinderneuf viene generata casualmente all'inizio della partita: ogni caso ha differenti sospetti, vittima e movente.